# Quassarus rubripes
Quassarus rubripes är en skalbaggsart som beskrevs av Miłosz A. Mazur 2007. Quassarus rubripes ingår i släktet Quassarus och familjen stumpbaggar. Inga underarter finns listade i Catalogue of Life.